# 使える!伝わる にほんご
使える!伝わる にほんご（つかえる!つたわる にほんご）は、2014年度に放送を開始したNHK（Eテレ）のテレビ番組で、在日外国人を対象に「大人の会話力」の習得を目標とした日本語講座である。

## 放送日時
- 2014年度上期
13時35分 - 13時50分（金曜日）
- 2014年下期 - 2016年度
2014年度上期の再放送。
13時35分 - 13時50分（金曜日）

## 出演者
- 飯間浩明
- 夢子
- 中村有志

## 監修
- 飯間浩明（総合監修）
- 岩崎美紀子（講義監修）